# J. Donald Cameron

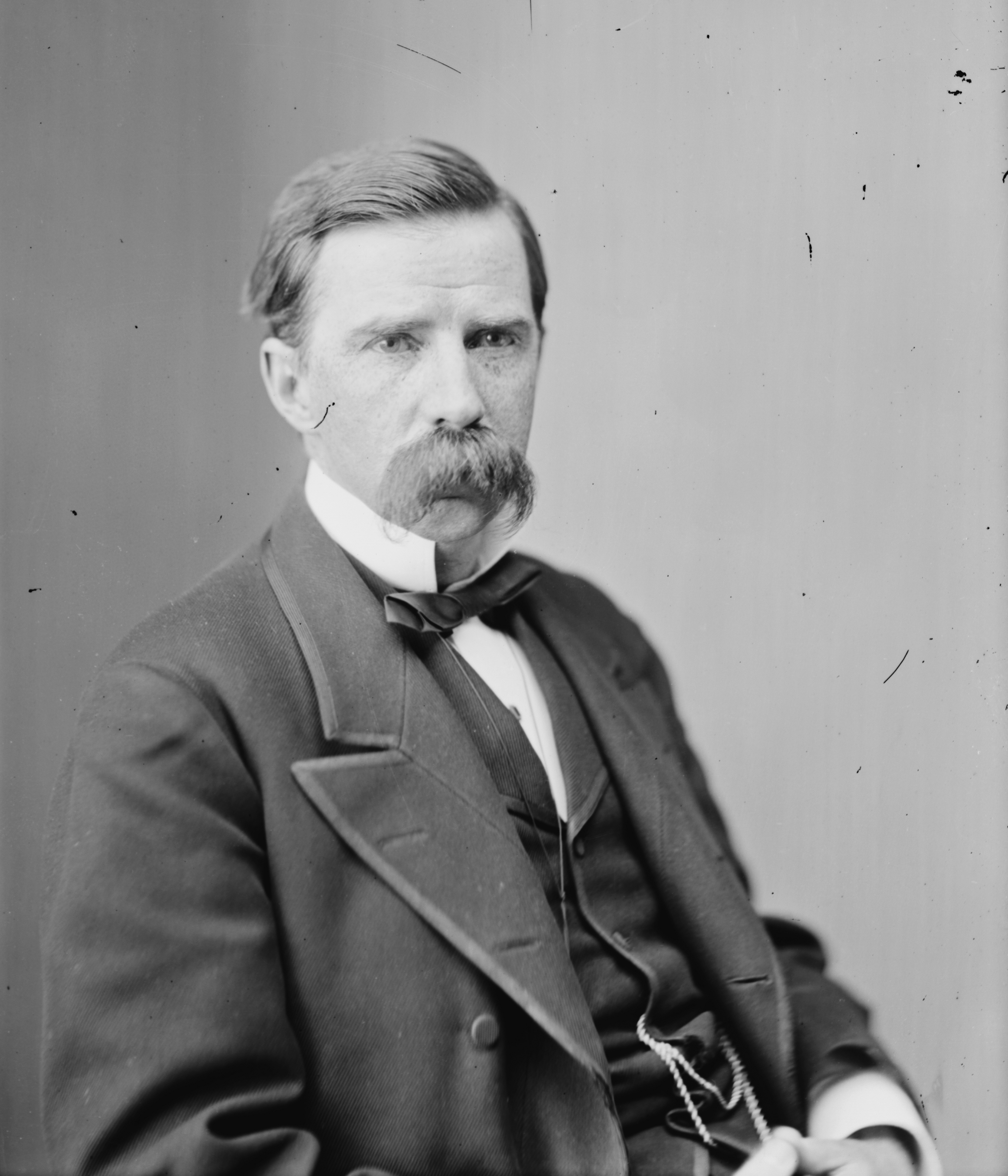
J. Donald Cameron

James Donald Cameron, född 14 maj 1833 i Dauphin County, Pennsylvania, död 30 augusti 1918 i Lancaster County, Pennsylvania, var en amerikansk republikansk politiker. Han var USA:s krigsminister 1876-1877. Han representerade sedan Pennsylvania i USA:s senat 1877-1897. Han var ordförande för Republican National Committee 1879-1880.
Fadern Simon Cameron var krigsminister under Abraham Lincoln 1861-1862 samt senator för Pennsylvania 1845-1849, 1857-1861 och 1867-1877.
J. Donald Cameron studerade vid College of New Jersey (numera Princeton University). Han gifte sig 1856 med Mary McCormick. Han var verkställande direktör för järnvägsbolaget Northern Central Railway 1866-1874. Krigsministern Alphonso Taft avgick 1876 för att tillträda som USA:s justitieminister och efterträddes av Cameron som skötte ämbetet fram till slutet av Ulysses S. Grants andra mandatperiod som USA:s president.
Fadern Simon Cameron avgick 1877 som senator för Pennsylvania och efterträddes av sonen J. Donald som senare omvaldes tre gånger.
J. Donald Cameron var mot slutet av sitt liv den sista överlevande ministern ur Ulysses S. Grants regering. Hans grav finns på Harrisburg Cemetery i Harrisburg.